# Mauricio Purto
Mauricio Purto Arab (Melipilla, Chile, 22 de noviembre de 1961) es médico de la Universidad Católica de Chile, montañista, documentalista y escritor, con columnas semanales en el diario El Mercurio de Santiago, y programas documentales en Televisión Nacional de Chile. Fue el primer chileno en escalar dos y tres montañas de más de ocho mil metros, y líder de una de las dos expediciones chilenas que subieron por primera vez el monte Everest, el 15 de mayo de 1992, las primeras de Sudamérica.
A través de charlas motivacionales, conferencias y talleres de trabajo en terreno, se dedica a difundir la vida al aire libre como terapia de salud, una actividad a la que dedica la mayor parte de su tiempo. Fue también director de la revista especializada Andes Magazine desde 1999.
Especialista en medicina deportiva, desde 1995 ha desarrollado "Deporte y Salud", un método que enseña la práctica sana del deporte y la actividad física, entregando conceptos de biomecánica, fisiología, traumatología, psicología y nutrición deportiva. 
Desde 2002, enseña también restauración psicofísica. Sus talleres se enfocan en el aprendizaje de técnicas de entrenamiento, de concentración, relajación, comunicación,  disipación de tensión-angustia-miedo y educación nutricional activa, en contacto con la naturaleza. 
Desde 2002 preside la Fundación Cumbres y desde 2012 es médico de la Comunidad Gente Joven, donde trabaja en rehabilitación y restauración psicofísica de jóvenes adictos y en situación de calle.
Con cientos de ascensos, y como prolífico gestor y conductor de expediciones, Mauricio Purto es el primer montañista chileno y latinoamericano que logró escalar dos gigantes del Himalaya (1990) de más de ocho mil metros. El 29 de abril de 1987 subió con Italo Valle el Cho Oyu de 8201 m y el 30 de julio de 1990 escaló el monte Gasherbrum II, de 8035 m, con Fernando Luchsinger y Luis García. El 29 de septiembre de 1991 Purto escaló junto a Italo Valle, Luis García, Fernando Luchsinger y Gigi Mazzoleni el monte Shishapagma de 8046 metros, alcanzando la cumbre. Al año siguiente, el 15 de mayo de 1992, Mauricio Purto, Juan Montes, Rodrigo Jordán y Cristián García Huidobro fueron los primeros chilenos en la cima del monte Everest (8848 m). 
Mauricio Purto fue también el primer iberoamericano en escalar las Siete Cimas, las cumbres más altas de todos los continentes. En septiembre de 1993, en la cumbre de la Pirámide Carstensz, en Indonesia, Purto fue en ese momento el hombre más joven en conseguir el hito.

## Carrera como documentalista
Como documentalista ha plasmado sus aventuras en varios trabajos para la Televisión Nacional de Chile: 
- 1992 Everest, La Ruta Lógica (4 capítulos)
- 1993-1994 Siete Cimas. Cumbres del Mundo (6 capítulos)
- 1995-2000 Cumbres de Chile (100 capítulos)
- 2001 Chilenas al Himalaya (4 capítulos)
- 2002-2003 Deporte y Salud (24 capítulos)
- 2002-2005 Cumbres de América (12 capítulos)
- 2006-2015 Cumbres del Mundo (31 capítulos)

## Cumbres de América
- Kauripaxa. El Niño del Plomo
- Chimborazo. Agua viene de ahí.
- Ojos del Salado
- Darwin en los Andes
- Tinguiririca, las montañas del milagro
- Ten Ten, la montaña Mapuche
- Popocatépetl, la montaña que fuma
- Tunupa, la ruta de Tarapac
- Lascar, la montaña de fuego
- Atitlán, la montaña Maya
- Domeyko Andinista
- Última frontera

## Cumbres del mundo
- ARARAT. La montaña del diluvio
- SINAI. La montaña de Moises
- TABOR. La montaña de Cristo
- RUKAPILLAN. La montaña  con espíritu
- ANG RITA. La Montaña Sherpa
- OLIMPO. La montaña de los Dioses
- El Ejército Libertador de los Andes
- La Ciudad de los Césares
- JAPON. La montaña zen
- Las Montañas de Juan Pablo II
- TIBET. Viaje a la ciudad prohibida
- CHAITÉN. Sobre el Volcán epónimo
- Las Montañas de Almagro.  El Descubrimiento de Chile
- Patagonia:  Las Montañas de Agostini
- Rapa Nui:  La Isla del Hombre Pájaro
- Guillaumet:  El Principito de los Andes
- Las Montañas del Lïbano
- La Ruta del Ovni
- Tilman y Quinteros. Expedición Campo de Hielo Sur
- 8.000 Metros
- TOUBQAL… En los Montes Atlas
- RORAIMA… Las Montañas de la Selva
- Paraíso Volcánico
- EVEREST… Techo del mundo
- KAILASH… La montaña de Shiva
- Las Montañas de Italia. La historia del alpinismo
- ILLIMANI… El guardián de las aguas
- Las Momias de los Andes
- Kilimanjaro
- La Ciudad Prohibida del Licancabur
- Las Montañas de Humboldt

## Otras publicaciones
- Desde 1986 es columnista y corresponsal del diario El Mercurio y ha publicado numerosos reportajes, guías y libros:
- 1987-2012 Columna de Andinismo (artículos)
- 1995-2012 Deporte y Salud (artículos)

### Libros
- 1987 El Cho Oyu habló
- 1988 Alaska, travesía boreal
- 1990 Antártica, hacia su cima
- 1991 Gasherbrum II. La pirámide del Karakoram
- 1992 Everest. La Ruta Lógica
- 1999 Chilean Patagonia
- 2000 Cumbres de Chile
- 2001 Guía de Excursiones a la Cordillera
- 2017 Camino a la cima
- 2019 En defensa de la marihuana

## Listado de expediciones principales
- 1986-1987 Himalaya-Nepal
  - Yakawa Kang (6482 m) sur.
  - Khatung Kang (6484 m) noreste.
- Jefe de la expedición Cho-Oyu (8201 m). Primer Ascenso Chileno. Récord de altura latinoamericano.
- 1988 Alaska Range 
  - Jefe de Expedición Denali (6194 m)
  - Ascenso Sureste Descenso Norte (Muldrow) primera travesía latinoamericana.
- 1989 Himalaya-Nepal 
  - Jefe Expedición Dhaulaglri (8167 m)
  - Tukche suroeste (6690 m). Filo Suoroeste. Primera Repetición (Segundo ascenso absoluto).
- 1989 Antártica Jefe Expedición. Primera Expedición Chilena al monte Vinson. 
  - Monte Vinson (4897 m) sudeste. Variante Chilena. Primer Ascenso.
- 1990 Karakoram-Paquistán 
  - Jefe Expedición Gasherbrum II (8035 m)
  - Gasherbrum II (8035 m) espolón sudoeste.
  - Primer chileno y sudamericano con dos ochomiles
- 1991 Himalaya-Tíbet 
  - Jefe Expedición intento Shishapangma (8046 m)
  - Arista Norte. Se alcanza la antecumbre
- 1992 Himalaya-Nepal 
  - Jefe Expedición Everest (8848 m)
  - Arista Sureste. Primer chileno y sudamericano con tres ochomiles.
- 1993 Cáucaso 
  - Monte Elbrus (5642 m) sudeste.
- 1993 Tanzania
  - Kilimanjaro (5895 m) ruta Mweka
- 1993 Indonesia, cordillera Jayawiyaya-Indo. 
  - Carstensz (4884 m) pared Norte. (d /III- 5a):
  - Persona más joven en haber logrado las Siete Cimas (septiembre de 1993)

## Distinciones
- Mejor deportista chileno, Círculo de Periodistas Deportivos, 1987.
- Mejor actividad de montaña, Federación de Andinismo de Chile, 1989.
- Declarado Hijo Ilustre de la ciudad de Melipilla, 1992
- Aquila Club Alpino Italiano, 1993.
- Círculo de Periodistas Deportivos de Chile, premio Contribución al Deporte, 2003.
- Premio APES, Mejor Programa Cultural 2009.
- Premio APES, Mejor Programa Cultural, 2014.